# Midway City (California)
Midway City es un lugar designado por el censo ubicado en el condado de Orange en el estado estadounidense de California. En el año 2010 tenía una población de 8.485 habitantes.
Es un tipo de Barrio Independiente (Área no incorporada). 

## Geografía
Midway City se encuentra ubicado en las coordenadas 33°44′40″N 117°59′18″O / 33.74444, -117.98833.

## Educación
El Distrito Escolar de Westminster gestiona escuelas públicas.